# How Crazy Your Love
How Crazy Your Love è il sesto album della cantante giapponese Yui, pubblicato il 2 novembre 2011 dalla gr8! Records. L'album è arrivato alla prima posizione della classifica Oricon degli album più venduti in Giappone.

## Tracce
1. Hello (Paradise Kiss) (Hisashi Kondo) - 3:35
2. Separation (Hisashi Kondo) - 3:08
3. Get Back Home (Hisashi Kondo) - 3:29
4. Lock On (Hisashi Kondo) - 3:33
5. U-niform (Northa+) - 2:59
6. Cooking (Hisashi Kondo) - 3:20
7. Rain (Hisashi Kondo) - 4:01
8. Good night (Hisashi Kondo) 	0:43
9. You (Hisashi Kondo) - 3:56
10. It's My Life (Hisashi Kondo) - 3:14
11. No Reason (Northa+) - 3:18
12. Nobody knows (Cozzi) - 4:37
13. Green a.Live (Hisashi Kondo) - 4:40